# جناحيات الأرجل
جناحيات الأرجل (الاسم العلمي: Pteropoda) هي رتبة من الرخويات تتبع طائفة بطنيات الأرجل من شعبة الرخويات.

## رتيبات
- جناحيات الأرجل القوقعية

## فصائل
- اللماسينية